# St-Martial (Busserolles)

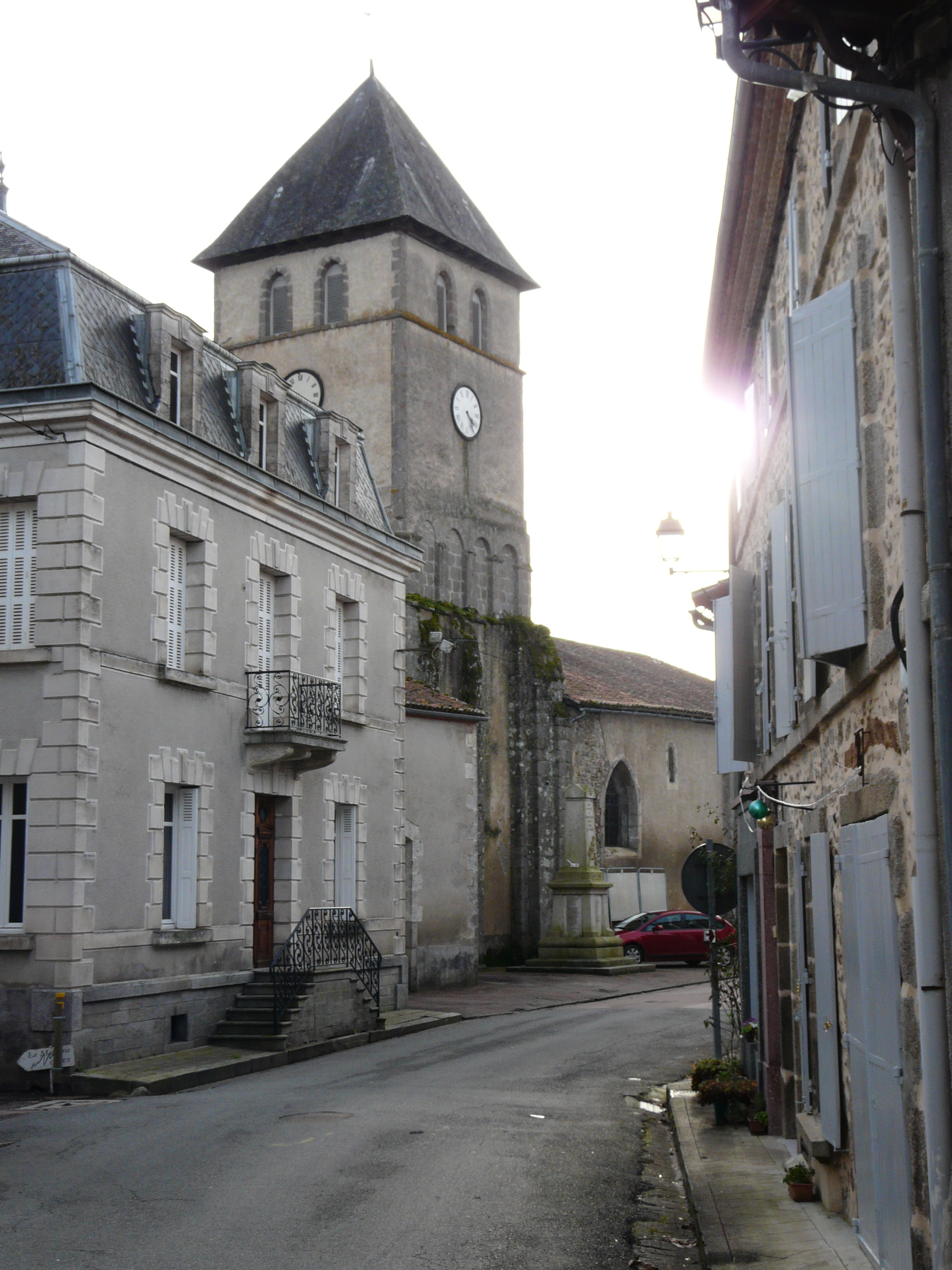
Hauptstraße in Busserolles mit Kirche Saint-Martial

Die romanische Kirche Saint-Martial in Busserolles liegt im Norden des Périgord. Sie wurde im Jahr 1958 als Monument historique anerkannt.

## Lage
Die dem heiligen Martial geweihte Kirche steht gegenüber dem Rathaus (Mairie) an der Hauptstraße (D 90) im Ortszentrum von Busserolles, einer Gemeinde des Kanton Périgord Vert Nontronnais. Sie befindet sich somit im äußersten Norden des Départements Dordogne, nur Saint-Paul in Reilhac nimmt eine noch etwas weiter nördliche Position ein.

## Architektur und Baugeschichte
Das im 12. Jahrhundert errichtete Bauwerk im romanischen Stil wurde im 15. Jahrhundert baulich sehr stark verändert.
Vom ursprünglichen Bauwerk sind wegen der Umbauten nur noch die Nordfassade, die Nordseite des Chors und die Apsis erhalten. Der vormals einschiffige Kirchenbau wurde im 15. Jahrhundert in ein doppelschiffiges Gebäude umgestaltet. Das Nordschiff ist dreijochig, wohingegen das Südschiff vier Joche besitzt. Die beiden mit Kreuzrippengewölben versehenen Kirchenschiffe werden mittig von drei großen Pfeilern abgestützt und dadurch voneinander getrennt. Die Pfeiler weisen skulptierte Kragsteine auf, welche die Kreuzrippen auffangen. Der viereckige Kirchturm erhebt sich über dem nördlichen Chor. Das Eingangsportal auf der Nordseite ist charakteristisch für den Baustil im Limousin.

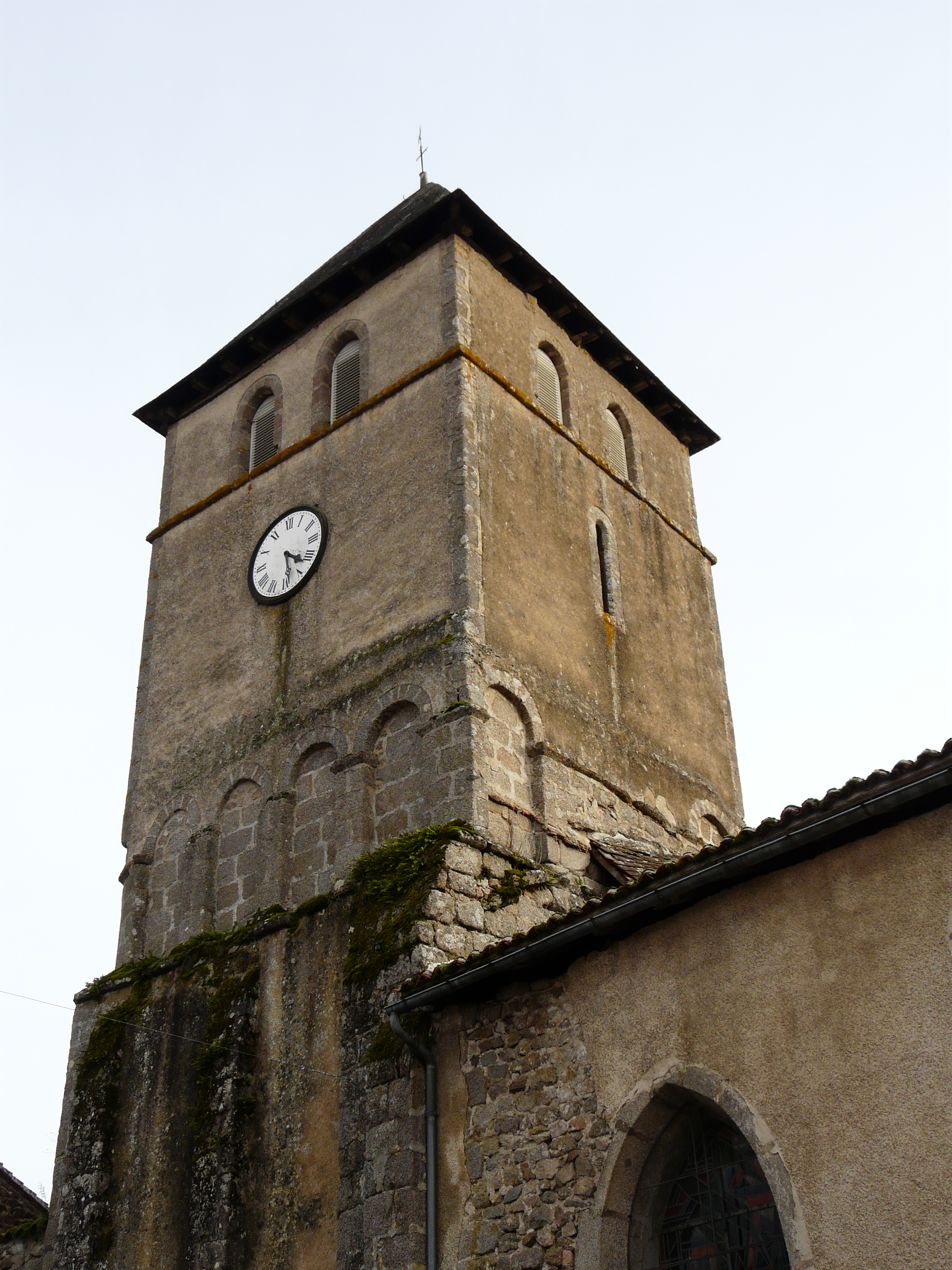
Kirchturm
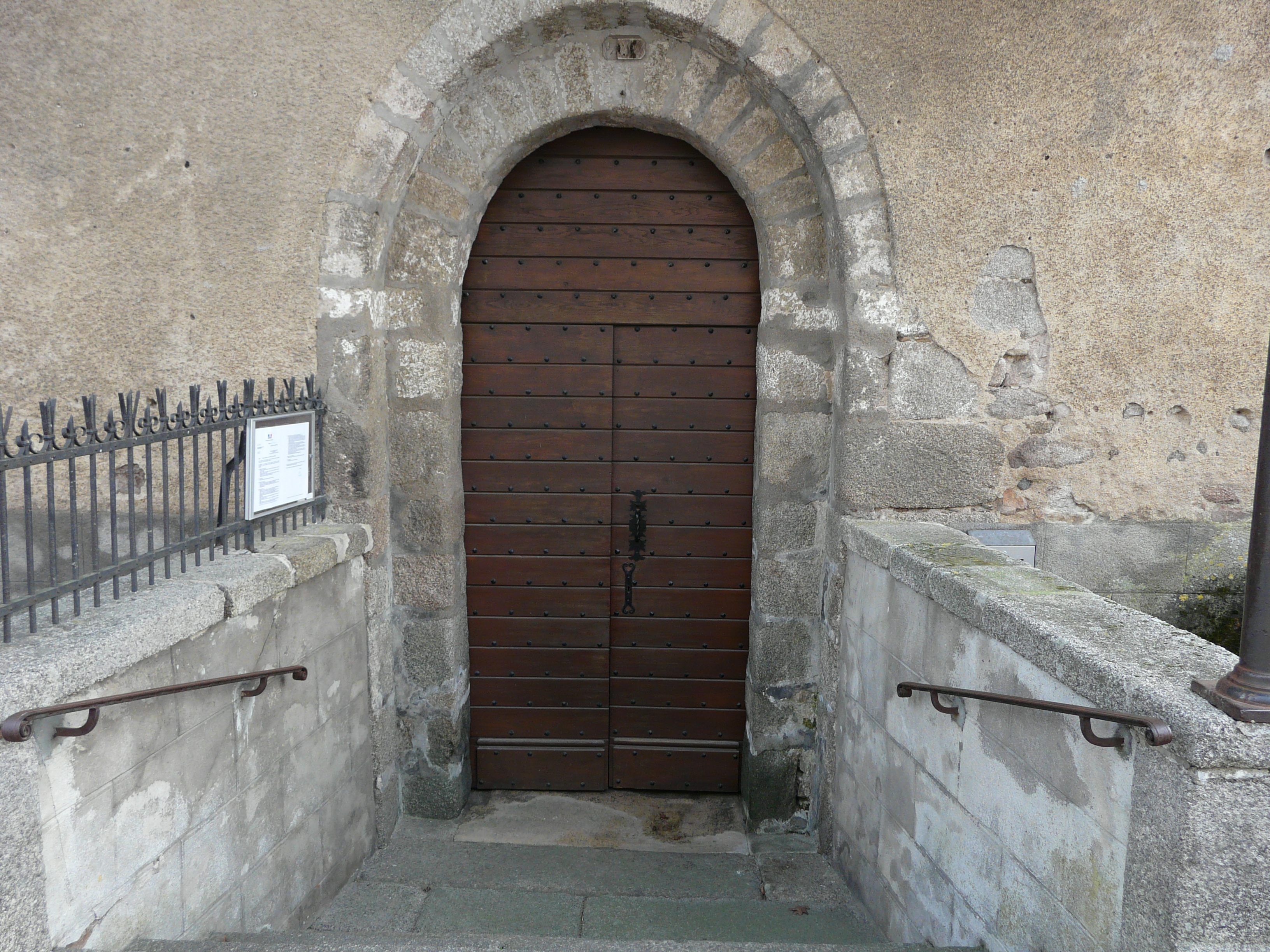
Eingangsportal an der Nordseite
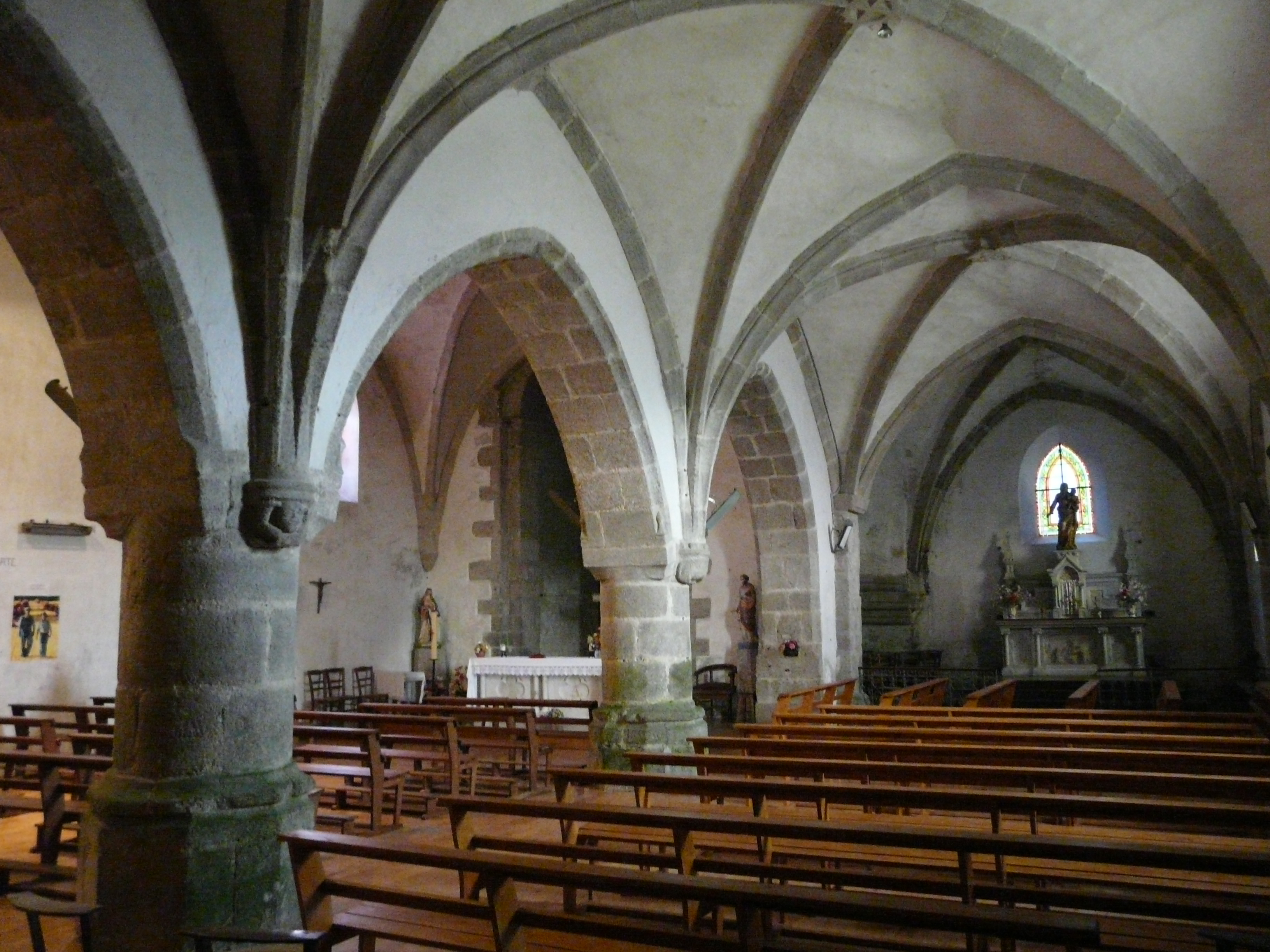
Die beiden Kirchenschiffe
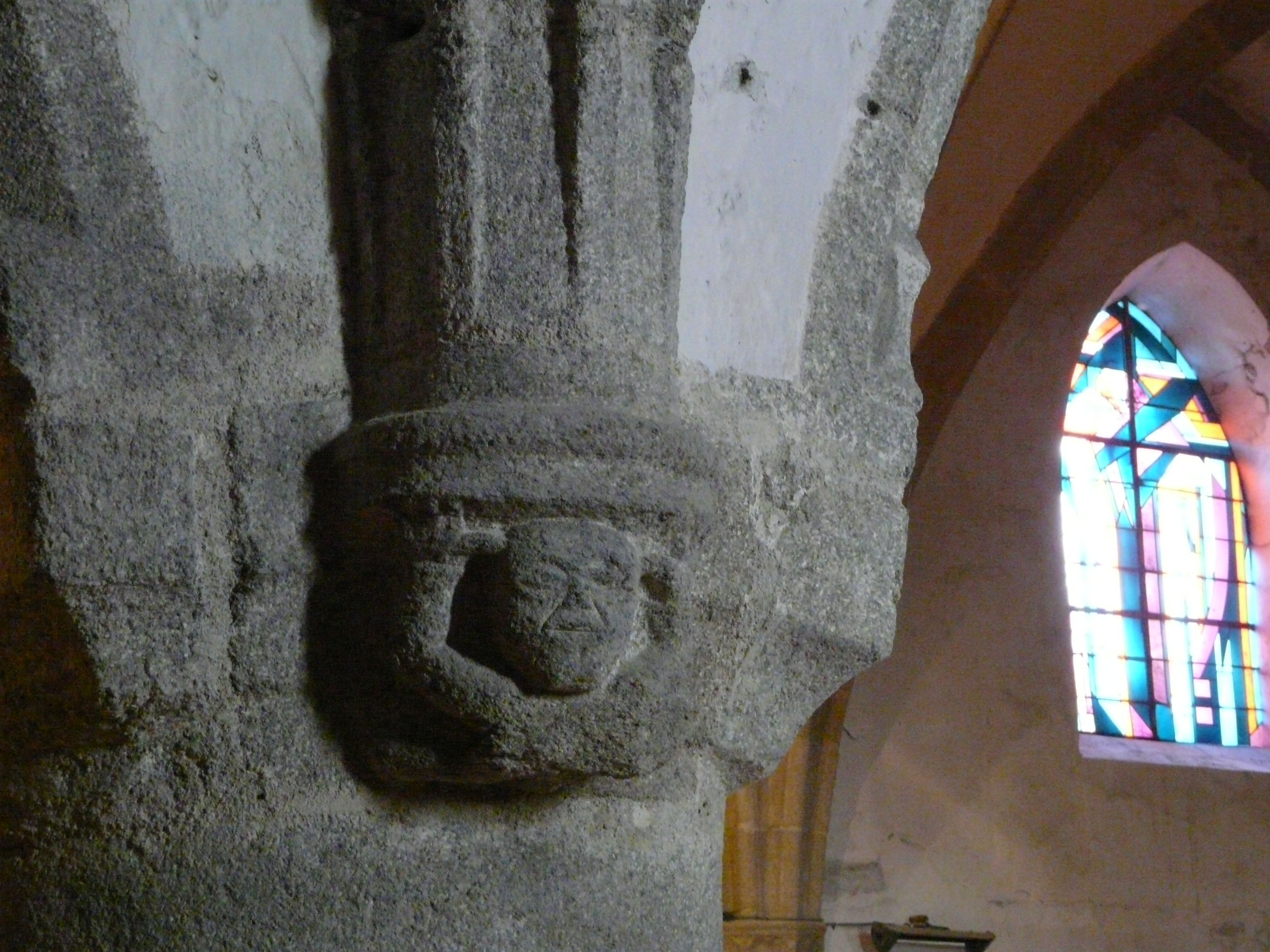
Skulptierter Kragstein
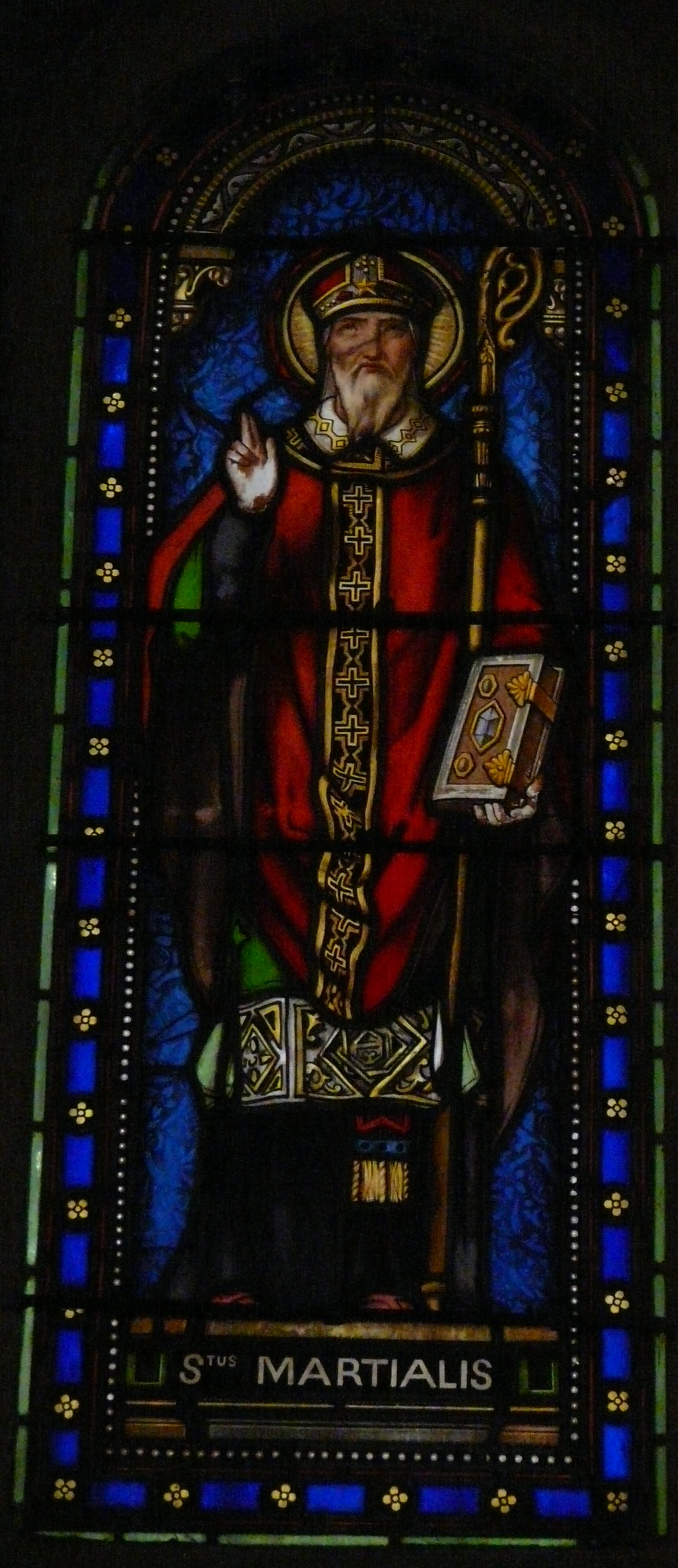
Apsisfenster mit dem Heiligen Martial